# Голобородов, Виктор Григорьевич
Ви́ктор Григо́рьевич Голоборо́дов (5 апреля 1923 — 26 мая 1984) — участник Великой Отечественной войны, полный кавалер ордена Славы.

## Биография
Родился 5 апреля 1923 года в Нижнем Новгороде в рабочей семье. Окончил 7 классов средней школы, после чего устроился работать слесарем на фабрику «Красный Октябрь».
В сентябре 1941 года был призван в Красную армию, служил в 113-м гвардейском стрелковом полку. В конце июля 1944 года, во время форсирования Западного Буга, Виктор Голобородов добыл сведения о возможных местах переправы и об удобных подходах к ним. Через несколько дней, находясь на территории противника, уничтожил двух солдат противника. 1 августа 1944 года был награждён орденом Славы 3-й степени. В октябре 1944 года, во время боя за населённый пункт Зегже (Польша), гранатой уничтожил пулемётный расчёт противника (состоящий из 8 вражеских солдат) с пулемётом. 24 ноября 1944 года был награждён орденом Славы 2-й степени. В январе 1945 года, будучи командиром отделения разведки, Виктор Голобородов вблизи Сероцка (Польша) уничтожил троих солдат противника и взял в плен одного «языка», также обнаружил вражеские огневые точки. 29 июня 1945 года был награждён орденом Славы 1-й степени, став полным кавалером ордена Славы.
Демобилизовался в 1945 году. После демобилизации поселился в городе Буй (Костромская область), работал в комендатуре железнодорожной станции, после чего перешёл на траловый флот. В последние годы жил в Горьком.
Умер в 1984 году. Похоронен на кладбище «Красная Этна» Нижнего Новгорода.

## Награды
- Орден Славы 1-й степени (29 июня 1945 — № 297)[2];
- Орден Славы 2-й степени (24 ноября 1944 — № 13651)[3];
- Орден Славы 3-й степени (1 августа 1944 — № 95268)[4];
- также ряд медалей